# Бягащият човек (филм)
„Бягащият човек“ (на английски: The Running Man) е американски научнофантастичен екшън филм от 1987 година на режисьора Пол Майкъл Глейзър. Филмът е базиран на едноименния роман от 1982 г. на Стивън Кинг, който го публикува под псевдонима Ричард Бакман. Филмът постига умерен боксофисов успех, тъй като изкарва 37 милиона долара при бюджета от 28 милиона, но получава смесени рецензии от филмовите критици.

## Сюжет
Внимание:  Текстът по-долу разкрива сюжета на произведението (или части от него)!
През 2017 г. в САЩ доминира диктатура. Цялата страна е разделена на зони, контролирани от армията и полицията. Най-малкото недоволство на бедното население незабавно и брутално се потиска. Но за да отвлече вниманието на населението от мисли за съпротива, държавата договоря всемогъщата тв компания ICS да създаде многобройни шоу програми. Всички телевизионни канали излъчват 24 часа на ден различни телевизионни програми, участниците в които се борят за парични награди. Правилата на тези игри са изключително жестоки, така че има чести случаи на нараняване и смърт. Но основното шоу на ICS е играта „Бягащият човек“, в която държавните престъпници могат да избягат от наказанието, като получат пълна прошка и голяма парична награда. За това участникът, а понякога и няколко участници в шоуто, трябва да бяга три часа през градските руини, бягайки от неумолимите „ловци“, които, когато ги срещнат, убиват жертвите си „на живо“ под одобрителните викове на зрителите.
Докато е на патрул, Бен Ричардс, военен пилот на хеликоптер, отказва да стреля по тълпа от невъоръжени хора. Ричардс е арестуван и изпратен в кариерата, откъдето успява да избяга. Той се среща с Лафлин и Вайс, членове на Съпротивата, чиято основна цел е да превземат телевизионен предавател, за да говорят на хората с думи на истината. Ричардс отказва да помогне на Съпротивата и се опитва да замине за Хаваите с помощта на случайната заложница Амбър Мендес, но тя отвежда Ричардс в полицията и той отново е арестуван.
Този път Деймън Килиан, шеф на телевизионната компания ICS и водещ на играта „Бягащият човек“, обръща внимание на Ричардс. Чрез изнудване и измама той принуждава Ричардс, както и приятелите му Лафлин и Вайс, да участват в това кърваво шоу. Малко по-късно към тях се присъединява и Амбър Мендес. Като служител на ICS тя открива, че телевизионните новини на ICS са цинична лъжа, произведена чрез редактиране на видео и други трикове. Мендес е арестувана и след това е направена участник в играта „Бягащият човек“.
Телевизионните зрители и зрителите в студиото предвиждат още една лесна победа за „ловците“, но неочакваното се случва. Известните и безпощадни „ловци“ – професор Субзеро и Еди „Резачката“ Уашовски са убити от невъоръжения Ричардс, а „ловецът“ на „Динамо“ е тежко ранен. Но победите на Ричардс идват с висока цена и двамата му приятели са убити. В зоната за игра обаче Вайс случайно намира и дешифрира основния телевизионен предавател на ICS. Преди смъртта си Вайс успява да каже на Амбър тайния код и моли да го прехвърли на ръководството на Съпротивата.
Килиан, шокиран от смъртта на най-добрите си убийци, изпраща „Кълбовидна мълния“ да хване Ричардс и Амбър. По време на кратък разговор между Амбър и „ловеца“ се оказва, че всички „шампиони“ на игрите всъщност са убити отдавна, а цветните репортажи за ваканцията на „шампионите“ в Хавай са поредната гнусна лъжа на ICS. „Мълния“ се опитва да убие Амбър, но Ричардс се намесва отново и „ловецът“, погълнат от пламъци от собствения си огнемет, е изгорен жив. Осъзнавайки, че ситуацията излиза извън контрол, Килиан нарежда фалшив двубой между Ричардс и непобедения шампион „Капитан Либърти“ да бъде създаден и показан по телевизията, в резултат на което зрителите виждат Ричардс и Амбър да бъдат „убити“.
Междувременно „мъртвите“ Ричардс и Амбър намират ръководството на Съпротивата и му дават заветния код. На всички телевизионни екрани зрителите внезапно виждат истината за ICS и Килиан, за това как информацията се изкривява. Общото възмущение се превръща във въстание, и Ричардс и Амбър, заедно с бойците на Съпротивата, започват нападение върху телевизионния център на ICS, за да прекратят кървавите предавания и основния лъжец Килиан завинаги…

## Актьорски състав
| Актьор               | Роля                                                                                                  |
| -------------------- | --- |
| Арнолд Шварценегер   | Капитан Бенджамин Стюарт „Бен“ Ричардс – бивш пилот на военен хеликоптер, участник в „Бягащият човек“ |
| Мария Кончита Алонсо | Амбър Мендес – служителка в тв компанията ICS                                                         |
| Яфет Кото            | Уилям Лафлин – бивш затворник, участник в „Бягащият човек“                                            |
| Марвин Макинтайър    | Харолд Вайс – бивш затворник, участник в „Бягащият човек“                                             |
| Ричард Доусън        | Деймън Килиан – шефът на тв компанията ICS, водещ на играта „Бягащият човек“                          |
| Мик Флитвуд          | Мик – лидер на Съпротивата                                                                            |
| Чарлз Калани         | Професор Субзеро – „ловец“, облечен в екип на хокеен вратар, който убива жертвите си с хокеен стик    |
| Гус Ретвиш           | Еди „Резачката“ Уашовски – „ловец“, който убива жертвите си с резачка                                 |
| Эрлан ван Лидт       | „Динамо“ – „ловец“, който убива жертвите си с електрически разряди                                    |
| Джим Браун           | „Кълбовидна мълния“ – „ловец“, който убива жертвите си с огнемет                                      |
| Джеси Вентура        | „Капитан Либърти“ – главният „ловец“                                                                  |
| Свен-Оле Торсен      | Свен – бодигардът на Килиан                                                                           |

## Интересни факти
- „Игралната зона“ е заснета в изоставена фабрика в Калифорния. Парчета от счупено стъкло и метал са били разпръснати навсякъде във фабриката, но проблемът е, че след 50 години експлоатация всички тухли са почернели и не е възможно да се снима през нощта. Операторът на филма пожелава да се напръскат с глицерин два пъти цели 25 акра, където ще се снима. Това значително увеличава бюджета на филма, но в резултат повърхността на останките отразява добре светлината и нощните снимки са успешни.
- Танцовите съчетания във филма са създадени от известната танцьорка и певица Пола Абдул.